# César Valdovinos
César Evaristo Valdovinos Barragán (Colima, México, 29 de noviembre de 1986) es un futbolista mexicano. Se desempeña como centrocampista y su actual equipo son los Loros de la Universidad de Colima de la División de Ascenso Mexicana.

## Trayectoria
Desde los trece años de edad ingresó a las categorías inferiores del Club Deportivo Guadalajara sin embargo no llegaría a debutar y fue mandado al club filial el Tapatío, siendo el Apertura 2006 su primer torneo disputado como profesional.

## Clubes
| Club                       | País   | Año           |
| -------------------------- | ------ | ------------- |
| Club Deportivo Tapatío     | México | 2006-2009     |
| Universidad de Guadalajara | México | 2009-2014     |
| Atlético San Luis          | México | 2015          |
| Alebrijes de Oaxaca        | México | 2015-Presente |

## Estadísticas

### Resumen estadístico
| Competencia                | Partidos | Goles |
| -------------------------- | -------- | ----- |
| Primera División de México | 2        | 0     |
| Liga de Ascenso de México  | 163      | 8     |
| Copa MX                    | 10       | 0     |
| Total                      | 194      | 8     |